# Agencia Estatal de Meteorología

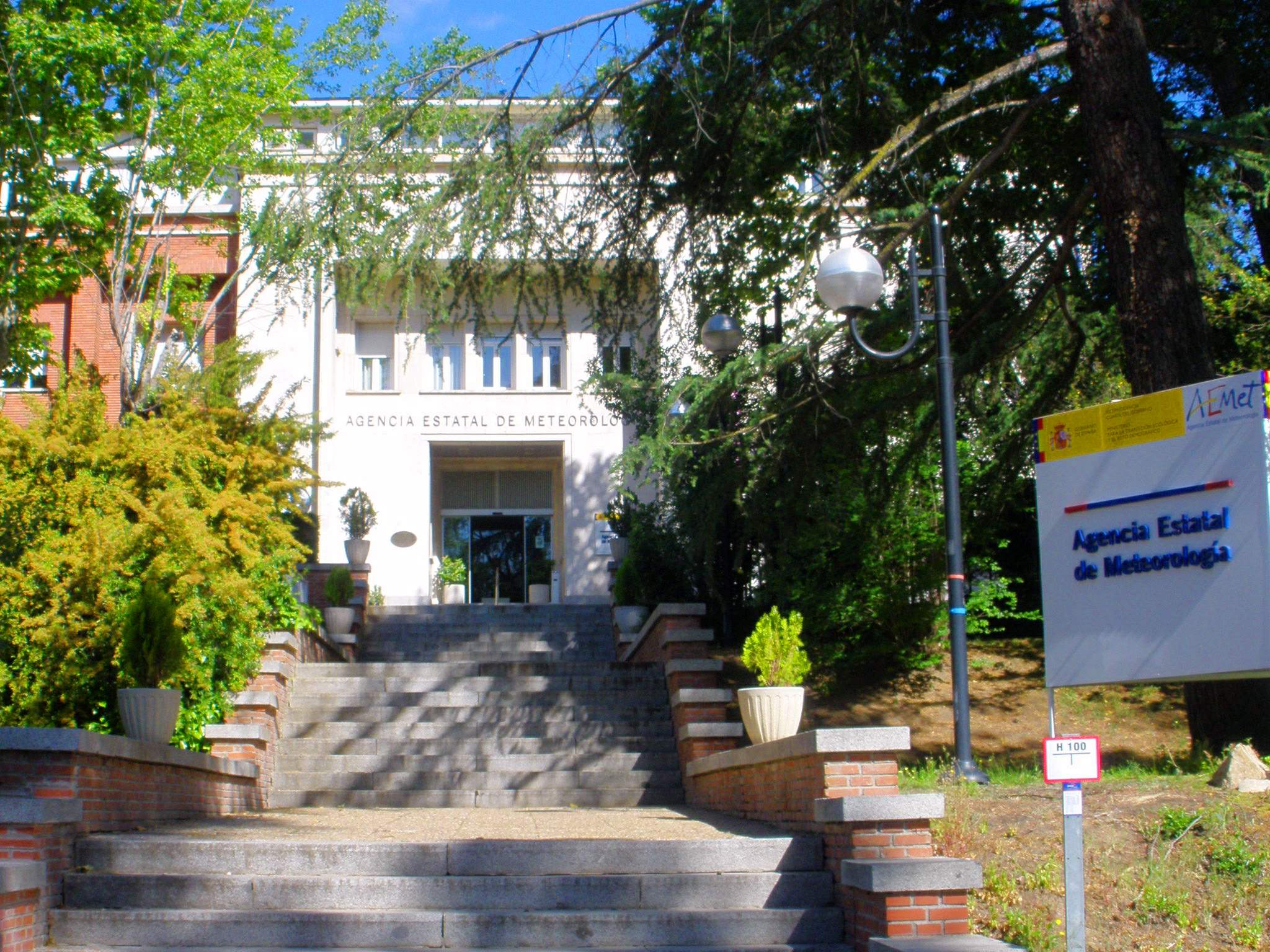
Agencia Estatal de Meteorología, Hauptsitz (Foto 2022)

Die Agencia Estatal de Meteorología, abgekürzt AEMET, ist der staatliche meteorologische Dienst von Spanien. Sie hat ihren institutionellen Sitz in Madrid und ist dem Umweltministerium unterstellt. In den autonomen Gemeinschaften hat sie Außenstellen.
Sie wurde 1887 als Instituto Central Meteorológico gegründet und wurde in ihrer Geschichte mehrmals umbenannt. Die zuletzt als Instituto Nacional de Meteorología bezeichnete Organisation erhielt 2008 ihren aktuellen Namen und die heute gültige Organisationsstruktur.
Zu den Aufgaben von AEMET zählt die Entwicklung und Bereitstellung meteorologischen Dienstleistungen, die Bereitstellung meteorologischer und klimatischer Informationen für die Öffentlichkeit und für öffentliche Einrichtungen, die für Katastrophenschutz, Bevölkerungsschutz und Landesverteidigung zuständig sind, und die Aufrechterhaltung der Infrastruktur, die für diese Aufgaben notwendig ist. Dazu soll sie kommerzielle meteorologische und klimatische Produkte und Dienstleistungen anbieten, die von öffentlichen und privaten Unternehmen und Einzelpersonen nachgefragt werden.
Der spanische Wetterdienst arbeitet eng mit den internationalen Organisationen WMO, EUMETSAT, EUMETNET, EZWM, ECOMET und GEO zusammen und ist für die Bereitstellung meteorologischer Daten für die Luftfahrt zuständig, wie sie im Abkommen über die Internationale Zivilluftfahrt vorgeschrieben sind.
Die Website von AEMET bietet Inhalte in mehreren Sprachen an: Neben Spanisch auch Englisch, Französisch, Katalanisch, Galicisch, Valencianisch und Baskisch.

## Belege
1. ↑  Real Decreto 186/2008, de 8 de febrero, por el que se aprueba el Estatuto de la Agencia Estatal de Meteorología. In: boe.es. Königliches Dekret 186/2008, 8. Februar 2008, abgerufen am 16. Januar 2020 (spanisch).
2. ↑  Quiénes somos. In: aemet.es. Abgerufen am 16. Januar 2020 (spanisch).